# Гребені (Верхошижемський район)
Гре́бені (рос. Гребени) — присілок у складі Верхошижемського району Кіровської області, Росія. Входить до складу Пунгінського сільського поселення.
Населення становить 3 особи (2010, 2 у 2002).
Національний склад станом на 2002 рік — росіяни 100 %.